# Economía de la paz
Economía de la paz es una rama de la economía que estudia el diseño de las instituciones políticas, económicas y culturales de la sociosfera y sus políticas y acciones que interactúan para prevenir, mitigar o resolver algún tipo de conflicto violento latente o real, dentro de las sociedades y entre ellas. Presuponiendo que se conoce el coste de la violencia, se centra en los beneficios de (re)construir sociedades con la intención de lograr una paz estable e irreversible. Junto con enfoques procedentes de disciplinas como la antropología, la sociología, la psicología y la ciencia cognitiva, la geografía y la ciencia regional, la ciencia política y las relaciones internacionales, la economía de la paz forma parte de la ciencia de la paz, una evolución de los estudios de la paz y de los conflictos.
Aunque estén relacionados, la economía de la paz no es la economía de guerra, ni la economía de defensa o militar, ni la economía de los conflictos, ni la economía de seguridad.

## Otras definiciones
Economía de la paz también ha sido definida como “el uso de la economía para comprender las causas y los efectos de los conflictos violentos en el sistema internacional y las formas en las que se pueden evitar, gestionar o resolver los conflictos.” Esto restringe el tema al ámbito internacional y deja fuera al estudio de la paz. Walter Isard define economía de la paz como “preocupación general con: (1) resolución, a gestión o la reducción de los conflictos en la esfera económica, o entre las actividades económicas; (2) el uso de medidas económicas y políticas para hacer frente y control de sitios conflictivos económicos o no; y (3) el impacto de conflictos dentro del comportamiento económico y el bienestar de las empresas, organizaciones de consumidores, gobierno y sociedad.” La noción de violencia está ausente y la misma paz no se estudia, pero el nivel de análisis puede ser conflictivo entre los estados. En un contexto restringido para el comercio internacional, otro autor escribe que “Economía de la paz estudia las formas de erradicar y controlar conflictos así como para evaluar el impacto que se tiene dentro de la sociedad.” La noción de violencia no está explícita y los beneficios de paz son vistos solo en medida de una reducción del conflicto que proporciona oportunidades de expansión del comercio mundial. Otros hacen una distinción entre “productivo” e “inproductivo” o “apropiado” con las actividades económicas partiendo del análisis de la economía de la paz.
El Premio en Ciencias Económicas en memoria de Alfred Nobel Jan Tinbergen define economía de la paz como “ciencia económica que utiliza una propuesta que prohíbe guerra como un instrumento de resolución a conflictos entre naciones y [para organizar] el mundo de forma que la guerra sea castigada.” La violencia está dirigida solo a nivel de los soberanos, no tratar con una guerra civil u organización debilitada o violencia criminal de forma individual.
En trabajos relacionados, Tinbergen escribe acerca de una orden mundial que impide violencia y permite paz entre los estados. En su punto de vista, esto requiere un “gobierno mundial,” un sentimiento que no comúnmente es aceptado por economistas. Estas definiciones de economía de la paz comparten las características de Johan Galtung con paz negativa (la ausencia de conflictos violentos) como lo contrario a lo paz positiva  (la presencia de estructuras donde la paz permite).

## Métodos, normas y contexto
Un número de economistas de la paz son explicítos acerca del uso del esquema que se aplicará en la economía de la paz, (teoría de la elección racional). En contraste, la definición principal de economía de la paz está abierta a la variedad de enfoques. Prácticamente todos los autores reconocen que la economía de la paz es parte de economía positiva y economía normativa. Mientras para la mayoría de economistas contemporáneos, trabajan en la economía positiva puede conducirlos a colocarse fuera de una matriz descriptiva o evaluación de política opciones de las que se recomienda a uno que es el más valorado o elegido por los responsables políticos, en economía de la paz, en contraste, esta es la norma de paz para lograr que se inspire en la búsqueda de un diseño del sistema, el cual pueda suministrar de forma viable lo deseado.

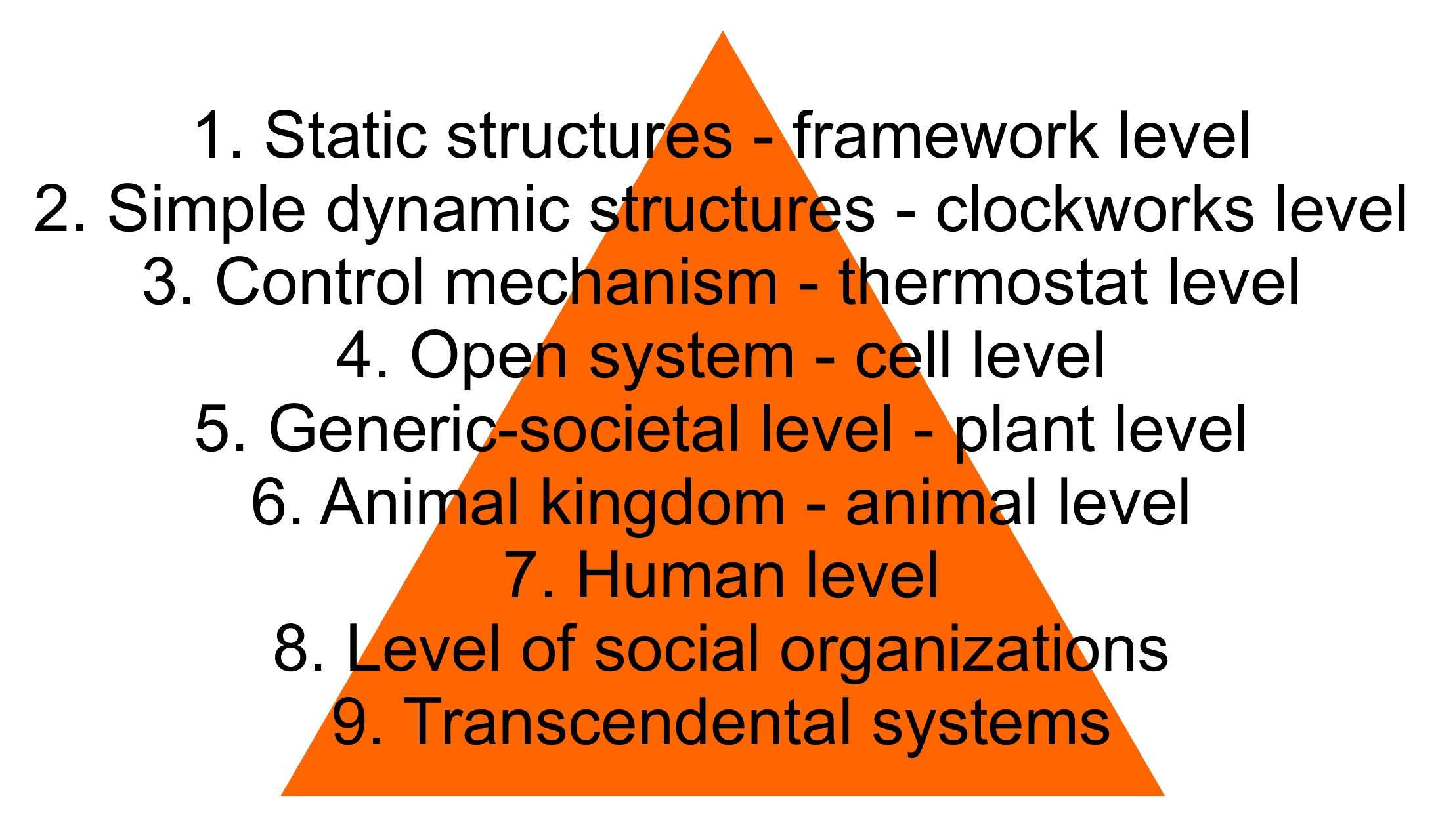
La teoría general de sistemas de Kenneth Boulding el «padre de la Economía de la paz».

Economía de la paz está construida sobre teoría general de sistemas ejemplificado por el trabajo de Kenneth Boulding. La Tierra puede ser vista como una autorregulación del sistema (homeostático), que consta de los subsistemas naturales y sociales. En cada, desviación del objetivo, es corregido a través de círculos de retroalimentación. Los sistemas homeostáticos son comúnmente observados en la naturaleza, tal como en la ecología y en la fisiología de los organismos (autorregulación de los tamaños de las poblaciones, la autorregulación de la temperatura corporal). El concepto de sistemas ha sido adoptado por las ciencias en ingenierías, por ejemplo el diseño de termostatos. El usuario establece un estado objetivo deseado (en temperatura), el instrumento mide la estado actual, pasa por una desviación de un grado suficiente que se tome una elección correcta (caliente o frío).
Relativamente nueva es la idea de que los sistemas sociales están diseñados para lograr ciertas propuestas (el sistema de jubilación o pensión) implica una arquitectura de decisiones que puede permitir en los sistemas sociales fracaso o defecto al persistir. Del mismo modo, la arquitectura de decisiones puede facilitar el rediseño de instituciones dirigidas a asegurar resultados sociales beneficiosos, como puede ser la paz. Esto es ingeniería social aplicado para los problemas de paz (ingeniería de la paz) y las superposiciones con ideas de diseño de mecanismos (revertir la teoría de juegos) en la cual una solución es estipulada una prioridad y la estructura del juego que traería acerca al resultado deseado es inferido . En esta forma, el diseño del sistema se enlaza de regreso a la economía normativa.

## Ejemplos

### Primera Guerra Mundial y la Conferencia de Paz de París
Tras la dimisión del equipo del Tesoro de Reino Unido en la Conferencia de Paz de París en junio de 1919, John Maynard Keynes escribió un libro pequeño. Publicado en 1920, The Economic Consequences of the Peace famosamente establece su caso para saber por qué los aliados en términos de paz para ser impuestos a Alemania, eran físicamente y financieramente imposibles para cumplir y cómo ellos alentarían a Alemania a levantarse otra vez. La predicción de la Segunda Guerra Mundial, Keynes escribió: “... Si este punto de vista de las naciones y de su relación de uno con otro (i.e., a Carthaginian Peace) se adoptó por las democracias del Europa Occidental, y se financió por Estados Unidos, el cielo nos ayude a todos. Si nosotros apuntar deliberadamente al empobrecimiento de la Europa Central, venganza, yo me atrevería a predecir, no cojearía. Nada entonces se puede retrasar por mucho tiempo para que entre el final de la guerra civil y las fuerzas de Reacción y las convulsiones desesperadas de la Revolución, ante las cuales los horrores de la última guerra alemana se desvanecen en la nada, y que va a destruir, quien es el vencedor, la civilización y el progreso de nuestra generación.” Aunque el esfuerzo de Keynes por cambiar los términos del tratado fracasaron, es una demostración dramática de lo que la economía de la paz se trata, de la creación de una estructura de refuerzo mutuo en los sistemas políticos, económicos y culturales para lograr la paz de forma que la reversión a la violencia sea poco probable.

### Segunda Guerra Mundial, Bretton Woods, y el Plan Marshall
Después en la Segunda Guerra Mundial, como la eventual derrota de Alemania nazi apareció clara, Henry Morgenthau hijo, entonces secretario del Tesoro de los Estados Unidos, abogó por la división de Alemania, despojándolo de sus materias primas más valiosas y el activo industrial, con una anterioridad de evolución de esos materiales de Alemania. Franklin D. Roosevelt y Winston Churchill convenido para el Plan Morgenthau, en forma modificada, el 16 de septiembre de 1944. En seguida de la victoria, las fábricas restantes de Alemania fueron desmanteladas, partes, maquinaria y equipo enviado al extranjero, patentes expropiados, la investigación prohibida, y los ingenieros y científicos útiles transferidos fuera del país. A pesar de la negociación de los tratados internacionales en Bretton Woods para crear un conjunto de complementos monetarios mundiales, comercio, y reconstrucción y desarrollo de instituciones, llamados el Fondo Monetario Internacional, el Banco Internacional de Reconstrucción y Desarrollo (ahora parte de Banco Mundial), y, por separado, el GATT (incorporado en el actual Organización Mundial del Comercio), Se derrumbaron de otras economías de posguerra de Europa y Alemania. Consecuencias económicas de Keynes de la Paz parecían repetirse. Sin embargo, Roosevelt había muerto y Harry S. Truman asumió la presidencia de Estados Unidos el 12 de abril de 1945. A pesar de que la desindustrialización de Alemania procedió como estaba previsto, el primer Secretario de Estado de Truman, James F. Byrnes, en 1947 tuvo una visión sombría de sus efectos sobre la población empobrecida de Alemania. También lo hizo el expresidente Herbert C. Hoover en una serie de reportes escritos en 1947. Mientras tanto, la Unión Soviética de Iósif Stalin surgida como un poder formidable y la implicación parecía clara: Alemania económicamente reforzada, renaciente podría ser la parte de una nueva alianza Occidental política, económica, y cultural o ser incorporada a uno soviético. Así Truman vino a abolir las medidas punitivas impuestas a Alemania, y su nuevo secretario de Estado, el general George C. Marshall lo que sería el Plan Marshall, en activación desde 1948 a 1952. Las nuevas instituciones mundiales y el Plan Marshall actúan combinados para equipar a nuevas instituciones con suficientes recursos para causar una economía algo involuntaria de paz: claramente diseñadas hacia el objetivo de paz internacional y prosperidad, aún sesgada hacia Europa Occidental y la incipiente Guerra Fría. Además, la nueva arquitectura social fue aparece con incentivos, como el Consejo de Seguridad de las Naciones Unidas que proporcionó cinco de sus miembros con los asientos permanentes y poder de veto, que, manteniendo superpotencia de la paz, paz amenazada y prosperidad en la etapa post-colonial Tercer Mundo.

### Orígenes de la Unión Europea
Como Keynes, Jean Monnet Participó en la Conferencia de Paz en París en 1919, en el caso Monnet como un asistente para la delegación Francesa. Como Keynes, el previsto una zona de cooperación económica paneuropea. Como Keynes, el sería desepcionado. A pesar de esto, los franceses apreciaban sus buenos esfuerzos y le otorgaron el cargo de secretario general adjunto de la entonces recién fundada Sociedad de las Naciones. Monnet tenía más de 31 años de edad. Él renunció cuatro años más tarde para dedicarse a los negocios y las finanzas internacionales en la capacidad privada, pero resurgió durante los primeros años de la Segunda Guerra Mundial en las posiciones de mayor influencia en Francia, Gran Bretaña, y Estados Unidos instando a Roosevelt de seguir adelante con un plan de armamentos industriales. Después de la Segunda Guerra Mundial, Monnet, sin embargo, en un primer momento de articular el Plan Monnet que, de forma similar a Morgenthau, prevista la transformación de territorios alemanes Ruhr y Saarland,  materias primas, e industrias (carbón y acero) que ayudarían a Francia para su reconstrucción. Esto fue aprobado por el primer ministro de Francia Charles de Gaulle poco antes de su renuncia en enero de 1946. La transferencia de la región Saar ocurrió con la ayuda estadounidense en 1947, mientras la región de Ruhr fue colocada bajo una autoridad internacional en 1949 que aseguró el acceso de Francia al carbón alemán en precios bajos. Esto condujo a fricciones crecientes entre Alemania y los aliados, él solo como Keynes había pronosticado 30 años antes.
Monnet cambió el curso y, junto con Paul Reuter, Bernard Clappier, Pierre Uri, y Étienne Hirsch, planos hechos a mano, que resultó ser la Declaración Schuman el 9 de mayo de 1950, celebrado hoy como el Día Europa o Día Schuman . Robert Schuman, el hombre de Estado Franco-German-Luxembourgian, el ministro de finanzas francés, el ministro de asuntos exteriores y el primer ministro de dos tiempos de Francia, prevista, primero, un franco alemán y, entonces, un pan-europeo que comparte de recursos cruciales de carbón y de acero entre Italia, Francia, Alemania, Bélgica, Países Bajos, y Luxemburgo que haría la futura guerra " no sólo inconcebible, pero materialmente imposible.” Por 1951, eso resultó en la formación de la Comunidad Europea del Carbón y del Acero (CECA), el precursor de la actual Unión Europea. En contraste con las negociaciones en torno a la fundación de las Naciones Unidas y junto con organizaciones asociadas en 1945, la idea de que Europa parece haber sido diseñado deliberadamente como un núcleo con un crecimiento orgánico potencia, el desarrollo preciso de lo que se aprende en el futuro. Por lo tanto, no hay estructuras institucionales que se pusieran en marcha, debido a los intereses devengados creados, más tarde puede llega a ser muy difícil cambiar.

### Líneas actuales de investigación
La guerra en el plano interestatal ha disminuido, también las guerras civiles que toman lugar especialmente en África en la década de los noventa y en los años dos mil. Los conflictos violentos toman lugar en muchos niveles, desde daño personal (suicidio), entre parejas y familiares violencia doméstica, violencia en el trabajo y Crimen Organizado, los cuales son sumamente costosos, por lo cual las soluciones estructurales recurren a la violencia y se convierte en lo “impensable,” aun cuando pueden permanecer “materialmente posible.”

## Revistas
Las Revistas académicas que publican el trabajo de economistas de la paz son: 
- Journal of Conflict Resolution (desde 1956)
- Journal of Peace Research (desde 1964)
- Conflict Management and Peace Science (desde 1973)
- Defence and Peace Economics (desde 1990).
- Peace Economics, Peace Science, and Public Policy (desde 1993)
- Economics of Peace and Security Journal (desde 2006)
- International Journal of Development and Conflict (desde 2011)
- Business, Peace and Sustainable Development (desde 2013)

## Personajes clave
- Kenneth Boulding
- Jurgen Brauer
- Trygve Haavelmo
- Michael Intriligator
- Walter Isard
- Jan Tinbergen